# جان نیکولز (نویسنده)
جان نیکولز (انگلیسی: John Nichols؛ زادهٔ ۲۳ ژوئیهٔ ۱۹۴۰- درگذشته ۲۷ نوامبر ۲۰۲۳) رمان‌نویس اهل ایالات متحده آمریکا بود.